# Kulička (povídka)
Kulička (La Boule de Suif) je povídka Guy de Maupassanta napsaná v roce 1879. Veřejně ji autor poprvé přečetl svým přátelům v literárním kroužku Médan v lednu 1880. Následně byla publikována ve sbírce Les Soirées de Médan, a to 15. dubna 1880. Je to jedna z nejznámějších Maupassantových povídek a pod stejným názvem autor publikoval i sbírku svých krátkých povídek na téma francouzsko-pruské války.
Autor velice realisticky popisuje tehdejší rozdělení francouzské společnosti do socialních vrstev. V díle jsou zastoupeny všechny z nich a jsou nuceny spolu vycházet a koexistovat, přičemž vychází najevo jejich pravé charaktery. Maupassant tak dokonale nastiňuje kontrast mezi společenskou rolí (stavem) a skutečností.

## Obsah
Dějištěm je Normandie, rok 1870, období prusko-francouzské války. Několik dní po sobě už táhly přes město trosky rozprášené armády. Vojáci nacházeli útočiště v domech nepřátelských poražených Francouzů. Ti na veřejnosti předstírali, že je nechtějí znát, ale doma s nimi byli vcelku zadobře. Někteří obyvatelé si dodali odvahy a obchodníkům znovu ovládly mysl potřeby obchodu. Někteří měli v sázce velké peníze v Havru – chtěli po souši dojet do Dieppu, odkud by se do Havru snad dostali lodí. Použili vlivu německých důstojníků, s nimiž se znali, dostali povolení k odjezdu podepsané velícím generálem.
Byla zima. Na cestu se vydali v půl páté ráno od Normandského hotelu. Nasedli do vozu a pomalu, pomaloučku, krok za krokem se vydali na cestu. Byli to zámožnější občané z Rouenu: pán a paní Loiseauovi, majitelé velkoobchodu s vínem. Loiseau začínal kdysi jako příručí u majitele firmy, který pak přišel na mizinu a Loiseau po něm obchod odkoupil a vydělal pěkné jmění. Velmi lacino prodával špatné víno a mezi svými známými se těšil pověsti prohnaného filuty, taškáře a především veselé kopy. Byl malé postavy s objemným bříškem. Jeho žena byla vysoká, statná, rázná a vnášela řád a ducha do jejich obchodu. Vedle nich seděl pan Carré-Lamadon se svou ženou Carré-Lamadonovou. Lamadon zaujímal pevné postavení v bavlnářském průmyslu, byl důstojníkem Čestné legie a členem krajské rady. Jeho žena – drobná a roztomiloučká – byla mnohem mladší. Šestici dotvářeli hrabě Hubert de Bréville s chotí. Honosili se jedním z nejstarších a nejzvučnějších šlechtických jmen v celé Normandii. Ve voze byly také dvě jeptišky, demokrat Cornudet (zrzavý pán, který již propil jmění po otci cukráři) a vedle něj tělnatá žena lehčích mravů Alžběta Roussetová, přezdívaná Kulička. Žena to byla vskutku velmi vábná a velmi vyhledávaná. Přítomné dámy si o ní povídaly jako o nevěstce, která je všem pro hanbu.
Vůz na cestě zapadl. Cestující dostali po několika hodinách hlad. Byla to právě Kulička, která jako jediná s sebou měla košík plný jídla. S ostatními se rozdělila. Toto hodování přivedlo všechny k řeči, a začali si spolu povídat, i přes jejich rozličnost. Konečně přijeli do Tôtes. Pruští vojáci zkontrolovali jejich povolení k cestě a oni se mohli ubytovat v hospodě.
Pruský důstojník drží všechny v hospodě proto, že chce Kuličku. Ta ho vlastenecky odmítá. Zpočátku jsou s ní všichni zajedno, avšak jak dny ubíhají, jejich soudržnost opadá. Jednou, když se Kulička jde podívat na místní křtiny (sama měla dítě), začnou ostatní kout plány a pikle. U večeře, oběda i během dne všichni mluví o ženách, jež se obětovaly za vlast, víru apod. Hostinský Follenvie se vždy večer objevil s dotazem od pruského důstojníka na slečnu Alžbětu Rousettovou. Jednoho večera se Kulička omluvila z večeře – všem bylo jasné, že polevila, a začali oslavovat. Všichni až na Cornudeta. Sám o ni usiloval, avšak ona jej odmítla.
Ráno byl připravený vůz, všichni si zabalili jídlo a vydali se na cestu. Kulička se cítila zostuzená. Nikdo s ní nemluvil. Během cesty dostali cestující hlad a počali hodovat. Jen Kulička si ve spěchu nestihla vzít jídlo s sebou. Nikdo se s ní nepodělil. Seděla tam, nejdříve plná zlosti. Nakonec začala plakat, aniž by ji kdokoli utěšil…

#### Online dostupné dílo
- MAUPASSANT, Guy de. Kulička. Překlad Jiří Stanislav Guth-Jarkovský. Praha: Jos. R. Vilímek, 1933. 220 s. Dostupné online.